# Språkrådet (Norge)
Språkrådet är norska statens förvaltningsorgan i frågor som rör norska och dess två former nynorska och bokmål.  Rådet upprättades år 2005 och efterföljde "Norsk språkråd" som upprättades 1972, som i sin tur avlöste "Norsk språknemnd" som upprättades 1951. Rådet fungerar under kulturdepartementet.
Språkrådet ledning består av fem medlemmar som leds av en ordförande. Sedan 2020 har Erik Ulfsby fungerat som ordföranden.
Norsk språknemd blev hårt kritiserad då den sattes att arbeta för s.k. samnorsk och gav upphov till norska språkstriden. Norsk språkråd bestod av 40 personer och var den största av språknämnderna i Norden. Precis som i Språkrådet i Sverige var många språkvårdsorganisationer representerade och i uppdraget ingår utarbetande av stavningsnormer för de två norska skriftspråken bokmål och nynorska, som ska följas i skolans läroböcker. Uppdraget är med avsikt på den norska språksituationen ovanligt känsligt.